# 中野久松
中野 久松（なかの ひさまつ）は、茨城県出身の日本の工学者（電気磁気学・電磁波工学・アンテナ工学）。法政大学名誉教授。学位は工学博士。

## 来歴
1964年茨城県立水戸第一高等学校卒業
1974年工学博士号取得
1975年法政大学専任講師、1977年法政大学助教授、1984年法政大学教授
2000年法政大学大学院委員会副議長
2003年法政大学工学部・学部長および法政大学評議委員
2016年法政大学名誉教授

客員教授兼任歴(電気磁気学担当、大学院生研究指導)
1981年米国シラキュース大学の客員助教授
1986年カナダ・マニトバ大学および米国カリフォルニア大学ロサンゼルス校（UCLA）客員教授
2001年~2003年中国上海交通大学客員教授(Guest Professor of Shanghai Jiao Tong University)
2005年~2006年中国浙江大学客員教授(Adjunct Professor of The Electromagnetics Academy at Zhejiang University)
2016年～2022年、英国スウォンジー大学客員教授
2023年~現在、英国スウォンジー大学栄誉教授
学会フェロー歴、その他
1992年米国電気電子学会（IEEE）フェロー
2001年米国電気電子学会（IEEE）アンテナ伝搬ソサエティのアジア代表（元：region 10 representative）
2005年電子情報通信学会フェロー
2009年 - 2019年いばらき大使(学会・法曹界)

## 表彰
- 1989年 - 国際会議最優秀論文賞、英国電気学会、IEE（現：IET）Fifth International Conference on Antennas and Propagation[6]
- 1994年 - ホイラー最優秀論文賞、米国電気電子工学学会、IEEE Antennas & Propagation Society（英語版）[6]
- 2001年 - 顕著テクニカルコミュニケーション賞、米国テクニカルコミュニケーション協会[6]
- 2006年 - チェントータイ顕著教育賞、米国電気電子工学学会、IEEE Antennas and Propagation Society[9][6]
- 2010年 - 文部科学大臣表彰科学技術賞[6]
- 2016年 - 顕著業績賞、米国電気電子工学学会、IEEE Antennas and Propagation Society[10]
- 2017年 - Ulrich L. Rohde 電気磁気学・計算技術・革新的国際会議論文賞(共同受賞)、 米国電気電子工学学会、IEEE  Ulrich L. Rohde Innovative Conference Paper Award on Computational Techniques in Electromagnetics[8]
- 2017年 - 最優秀論文賞(共同受賞)、第16回マイクロ波・光学技術国際会議、Best Papar Award、16th International Symposium on Microwave and Optical Technology[8]
- 2017年 - 基調報告賞、第8回国際情報学会、The Eighth International Conference on Information[8]
- 2019年 - 基調報告賞、第9回国際情報学会、The Nineth International Conference on Information[8]
- 2020年 - ヨーロッパ連合アンテナ伝播機構・アンテナ賞、EurAAP Antenna Award[11]
- 2023年 - 瑞宝中綬章[12][13]

## 研究
スパイラルアンテナ
超広帯域「スパイラルアンテナ」からの放射を、初めて理論上から解明。
積分方程式の導出
5つの電磁界積分方程式を創出。「L字線状素子による非接触給電法（中野カップリング）」は、この積分方程式の解法結果から生まれたものであり、アンテナ特性の広帯域化に貢献。
ヘリカルアンテナ
減衰電流領域のみからなるヘリカル素子をパラボラ鏡と組み合わせた「放送衛星受信用パラボラアンテナ」を実現。ヘリカル素子を複数配列した平面アンテナの実現にも貢献。これらは、天文学用の「VERAアンテナ」、日本JAXAと欧州ESAの共同プロジェクト「水星探査衛星搭載アンテナ」に採択。
メタマテリアルアンテナ
超自然メタラインアンテナ、メタループアンテナ、メタカールアンテナ、メタヘリカルアンテナ、多層メタサーフェス板を創造。これらが、従来にない特性を持つことを明示。

## 著作
2025年1月までの査読校閲付論文誌論文件数は380、国際学会論文件数は580、国内学会講演論文件数は1600を超す。

### 洋書
1. H. Nakano,  Helical and Spiral Antennas, Research Studies Press, Wiley, 1987[19]
2. H. Nakano, “Antenna analysis using integral equations,” in Analysis Methods for Electromagnetic Wave Problems, volume two, (editor: E. Yamashita), Artech House, 1996.[20]
3. H. Nakano, “Receiving antennas,” in Wiley Encyclopedia of Electrical and Electronics Engineering, volume 18 (editor: J. G. Webster), DEC 1999.[21]
4. H. Nakano, “Helical and spiral antennas,” in Wiley Encyclopedia of Telecommunications, January 2002.[22]
5. H. Nakano, “Slot antennas,” in Encyclopedia of RF and Microwave Engineering (editor: Kai Chang), Wiley, March 2005.[23]
6. H. Nakano, “Frequency-independent antennas: spirals and log-periodics,” in Modern Antenna Handbook, (editor: C. A. Balanis), 2008.[24]
7. H. Nakano, “Circularly polarized feed antennas,” in Handbook of Reflector Antennas and Feed Systems, (editor: L. Shafai), Artec House, 2013.[25]
8. H. Nakano, “Receiving antennas,” in Wiley Encyclopedia of EEE, Updated version published in 2016 (Online Book).[26]
9. H. Nakano and J. Yamauchi, “Spiral, helical, and rod antennas,” in Handbook of Antenna Technologies, (editor: Z. Chen), Springer, 2015.[27]
10. H. Nakano, Low-profile Natural and Metamaterial Antennas, Wiley-IEEE Press, 2016.[28][29]
11. H.Nakano, J. Shibayama, J. Yamauchi, "Metamaterial-Based Antennas and a Metasurface-Based Terahertz Frequency Spliter," in The World of Applied Electromagnetics, (editors: A. Lakhtakia and C. M. Furse), Springer, 2017.[30]